# Witalij Terłecki
Witalij Anatolijowycz Terłecki, ukr. Віталій Анатолійович Терлецький, ros. Виталий Анатольевич Терлецкий, Witalij Anatoljewicz Tierlecki (ur. 23 kwietnia 1962, Ukraińska SRR) – ukraiński trener piłkarski.

## Kariera trenerska
Wcześniej grał w futsal. Latem 2010 stał na czele Krystału Chersoń, którym kierował do czerwca 2011. Potem pracował na stanowisku dyrektora sportowego chersońskiego klubu.

## Sukcesy i odznaczenia

### Sukcesy trenerskie
Krystał Chersoń
- zdobywca Pucharu obwodu chersońskiego: 2011